# Purutún
Purutún es una localidad chilena, perteneciente a la zona rural de la comuna de La Calera, en la Región de Valparaíso.
Formó el llamado mayorazgo de Purutún instituido en  1747 por el religioso Pedro Felipe de Azúa Iturgoyen, arzobispo de Santa Fe en Nueva Granada. Este mayorazgo, también conocido como vínculo de Purutún, desapareció con la ley que eliminó los mayorazgos en 1852.

## Etimología
El nombre de la localidad proviene del mapudungun, en la composición de las palabras Purul, "Piojo o Polilla y TÜN,"Blanco y Negro" por lo cual diría <<polilla blanco y negro>>. Aunque también puede venir de la palabra en mapudungun Purutun Ngel, lo que significa "Apolillado"

## Geografía
La localidad se encuentra en el centro de Chile Continental, en el Valle del Aconcagua, entre la Cordillera de los Andes y la Cordillera del Melón; está ubicada a los pies de esta cordillera. Su clima es mediterráneo, caracterizado por un período de sequía estival y otro con precipitaciones y bajas temperaturas durante el invierno.
Su territorio se encuentra en la cuenca de drenaje de la quebrada del cura y el canal del Melón, que es a su vez una subcuenca del río Aconcagua.

### Territorio
Purutún abarca a los sectores que están al norte y noroeste de la comuna de La Calera, es decir:
- Purutun
- Quebrada del Cura
- La Mota
- El Olivo

## Demografía
La población de Purutún es de aproximadamente de 700 personas.
- Datos: Q21003540